# Lovske enote
Lovske enote (nemško Jäger-Einheiten) je oznaka za lahkopehotne vojaška enota, ki so značilne za Nemčijo, Avstrijo, Prusijo in Švico. 
Za razliko od klasičnih pehotnih enot lovske enote niso bile namenjene frontalnemu bojevanju, ampak za delovanje v težko prehodnem terenu (gozdovi, močvirja); glavni namen je bil napadati manjše sovražnikove enote (po navadi preko zased) oz. napadati sovražnikov bok in tako povzročiti razpad bojnega razporeda.
Med drugo svetovno vojno je Wehrmacht ustanovil večjo število takih enot, ki so jih med drugim uporabili za protigverilsko bojevanje.